# Grand Chevalier
Tringa melanoleuca
Espèce
Répartition géographique
- zone de nidification
- voie migratoire
- aire d'hivernage

Statut de conservation UICN

 NT A2bd : Quasi menacé
Le Grand Chevalier (Tringa melanoleuca) est une espèce d'oiseaux limicoles de la famille des Scolopacidae. Il est aussi parfois appelé Chevalier criard.